# جيري نوفاك
جيري نوفاك (بالتشيكية: Jiří Novák)‏ هو لاعب كرة مضرب تشيكي.

## وصلات خارجية
- جيري نوفاك على موقع رابطة محترفي التنس (الإنجليزية)
- جيري نوفاك على موقع الاتحاد الدولي لكرة المضرب (الإنجليزية)
- جيري نوفاك على موقع كأس ديفيز (الإنجليزية)
- جيري نوفاك على موقع خلاصة التنس.كوم (الإنجليزية)
- جيري نوفاك على موقع أوليمبيديا (الإنجليزية)
- جيري نوفاك على موقع اللجنة الأولمبية التشيكية (التشيكية)
- تاريخ أخر مباريات اللاعب